# Dan Condurache
Dan Condurache (n. 26 iulie 1952, Dorohoi, Botoșani, România) este un actor român de film, scenă, voce și televiziune.

## Biografie
A copilărit la Stâncești, în casa bunicilor și asculta cu mare plăcere piese de teatru radiofonic. A absolvit un liceu cu profil real în orașul natal, Dorohoi, și s-a hotărât să plece la București, să dea admitere la teatru. A fost admis, iar în 1975 a absolvit Institutul de Artă Teatrală și Cinematografică, la clasa profesorilor Octavian Cotescu și Ovidiu Schumacher. Anii formării i-au fost marcați de influența marelui actor Octavian Cotescu.
Din 1975 a jucat la Teatrul Mic din capitală. Are zeci de roluri interpretate, dar debutul a avut loc cu spectacolele Nu suntem îngeri de Paul Ioachim - rolul Petre și Galileo Galilei de Umberto Eco - rolul călugărului tânăr. Alte spectacole în care a jucat în cei 35 de ani petrecuți în acest teatru: Spionul balcanic de Dušan Kovačević, Peer Gynt de Henrik Ibsen, Coriolan de William Shakespeare, Pluralul englezesc de Alan Ayckbourn, Neguțătorul din Veneția de William Shakespeare, Bigamul de Ray Cooney, Jacques și stăpânul său de Milan Kundera, Să-i îmbrăcăm pe cei goi de Luigi Pirandello etc.
A jucat și în piese de teatru radiofonic, îndrăgite din vremea copilăriei: Troilus și Cresida, Îmblânzirea scorpiei, Romeo și Julieta de William Shakespeare, Anonimul venețian de Giuseppe Berto, Gulliver în Țara piticilor de Jonathan Swift, Manechinul sentimental de Ion Minulescu și altele.
La televiziune a jucat în spectacolele: Egmont de Johann Wolfgang von Goethe, Moartea unui comis voiajor de Arthur Miller, Prizonier la Auschwitz de Alain Bosquet.
Primul rol într-un film de televiziune l-a avut în 1976, când a jucat Ionel din Domnișoara Nastasia.
Debutul pe marele ecran a avut loc în 1977, în pelicula Urgia. Au urmat multe alte pelicule, printre care: La capătul liniei, Calculatorul mărturisește, Trenul de aur, Furtună în Pacific, Întunecare, Bătălia din umbră, Drumul câinilor, Sezonul pescărușilor, Kilometrul 36, Balanța, Vulpe-vânător, Stare de fapt, Femeia visurilor, În fiecare zi Dumnezeu ne sărută pe gură, Nunta mută, Evadarea, Trădarea, Semnul dragostei și altele.
A jucat și în telenovele românești: Regina (Don Antonucci), Aniela (Iorgu Vulturescu) și de curând în serialul În numele onoarei (Matei Știucă).
Este căsătorit de peste 30 de ani, soția sa se numește Creola și au împreună doi copii: Sebastian și Irina.

## Filmografie
- Pălăria florentină (TV) / (1976)
- Domnișoara Nastasia (TV) / Domnișoara Nastasia (1976) - Ionel
- Să umplem Pământul cu visuri (TV) / (1977)
- Moartea unui comis-voiajor (TV) / (1977)
- Egmont (TV) / (1977)
- Urgia (1978)
- Mai presus de orice (1978)
- Serenadă pentru două vârste (TV) / (1978)
- În așteptarea lui Lefty (TV) / (1979)
- Bună seara, Irina! (1980) - ofițerul de marină Mihai Guneș
- Punga cu libelule (1981)
- Lumini și umbre Partea I (1981)
- Lumini și umbre Partea II (1982)
- Milionar la minut (1982)
- Calculatorul mărturisește (1982)
- La capătul liniei (1983)
- Dragostea și revoluția (1983)
- De dragul tău,Anca! (1983)
- Frumos e în septembrie la Veneția (1983)
- Acasă (1984)
- Emisia continuă (1984)
- Misiunea spațială Delta (1984) – voce
- Moara lui Călifar (1984)
- Sezonul Pescărușilor (1985)
- Trenul de aur (1986)
- Furtună în Pacific (1986)
- Întunecare (1986)
- Bătălia din umbră (1986) - Victor Popescu
- Un studio în căutarea unei vedete (1989)
- Rămînerea (1991)
- Vinovatul (1991)
- Balanța (1992)
- Milionar...la minut (TV) / Milionar...la minut (1992) - Firel Iordan
- Trahir (1993) - Mihnea
- Somnul insulei (1994)
- Le travail du furet (1994) - Edgar
- Meurtres par procuration Proxy Murders / Meurtres par procuration (1995) - Rudetsky
- Leapin' Leprechauns! (1995) - Leprechaun
- Hoțul noaptea (TV) / (1995) - hoțul
- Stare de fapt (1995)
- Un deținut la Auschwitz(TV) / (1996)
- Semne în pustiu (1996) - Dan
- Prea târziu (1996)
- Une mere comme on n'en fait plus(1997)
- The Vampire Journals (1997) - Anton
- Nekro (1997)
- Aerisirea (TV) / Aerisirea (1997)
- Homicide conjugal (1998) - Chef flic
- Fii cu ochii pe fericire (1999)
- Manipularea (2000)
- Les 7 vies du docteur Laux (2000) - Georges, Garnier
- În fiecare zi Dumnezeu ne sărută pe gură (2001) - Dumitru
- Hautes fréquences (2001) - Père de Julie
- Les percutés / Țăcăniții (2002)
- Une place parmi les vivants (2003) - Roger
- Sindromul Timișoara-Manipularea (2004) - Maritan
- Hacker (2004) - Dl. Penu
- Femeia visurilor (2005) - Thomas
- Drept la țintă (2005)
- București - Berlin / București - Berlin (2005) - Tatăl
- Nunta mută (2008) - Mardare
- Regina (2008) - Don Antonucci
- Aniela (2009) - Iorgu Vulturesco
- Iubire și onoare (2010) - Matei Știucă
- Dacă bobul nu moare (2010) - Nicu
- Pariu cu viața (2011) - Dumitru Dumitrescu
- Blu (2012)
- De ce eu? (2015)
- Vlad (2019) - Constantin "Titi" Stamate
- Clanul (2023) - Gheorghe Briceag/ Afganu

## Televiziune
- Hoțul noaptea (1993)

## Premii și Distincții
- Premiul pentru întreaga activitate acordat în cadrul celei de-a 32-a ediții a Galei Premiilor UNITER 2024[4]